# Maria Mancini
Maria Mancini, księżna Colonna (ur. 28 sierpnia 1639 w Rzymie, zm. 8 maja 1715 w Pizie) – trzecia z pięciu sióstr Mancini, córek barona Michele Lorenzo Mancini i Geronimy Mazarini. Była siostrzenicą kardynała Jules'a Mazarina.
Kiedy w 1650 zmarł ojciec Laury, jej matka przeniosła się z córkami z Rzymu do Paryża. Miała nadzieję, że jej wpływowy brat kardynał pomoże dziewczynkom w znalezieniu dobrze urodzonych mężów. Ich kuzynki Martinozzi również przeniosły się do Francji w tym samym czasie – również, aby zawrzeć świetne małżeństwa. Ich uroda i zainteresowanie samego króla Ludwika XIV szybko spowodowały, że znalazły się one w centrum zainteresowania całego dworu. Wszystkie te panny nazywano na dworze Mazarinettes – Mazarinietki:
- Laura Mancini (1636–1657), poślubiła Ludwika II Burbona, księcia Vendôme
- Anna Maria Martinozzi (1637–1672), poślubiła Armanda Burbona, księcia de Conti
- Olimpia Mancini (1638–1708), poślubiła Eugeniusza Maurycego Sabaudzkiego, hrabiego Soissons
- Laura Martinozzi (1639–1687), poślubiła Alfonsa IV d’Este, księcia Modeny
- Hortensja Mancini (1646–1699), poślubiła Armanda Karola de la Porte de La Meilleraye, który otrzymał tytuł księcia Mazarin
- Maria Anna Mancini (1649–1714), poślubiła Godefroya Maurycego de La Tour d'Auvergne, księcia Bouillon

Jej braćmi byli: Paweł, Filip i Alfons.

## Miłość
Maria nie dorównywała urodą swoim siostrom, ale była pełna pasji i radości życia, która dodawała jej wdzięku. Była najbardziej znana ze wszystkich sióstr, ponieważ zakochał się w niej sam król Francji Ludwik XIV, nazywany Królem-Słońce. Według biografii Ludwika XIV – Miłość i Ludwik XIV, autorstwa Antonii Fraser, matka Marii – Geromina (Hieromina) przeczytała w swoim horoskopie, że Maria spowoduje wiele kłopotów i na łożu śmierci poprosiła kardynała Mazarin, żeby zamknął jej córkę w jakimś klasztorze i trzymał ją tam do końca życia.
Maria została pierwszą z kilkunastu miłości króla, ale nigdy nie skonsumowali oni ich związku (była to miłość platoniczna). Król był w niej szczerze zakochany i obiecał, że wezmą ślub. Ludwik ciągle dawał jej kosztowne prezenty, a Jean Baptiste Racine, zadedykował jej swoją Berenikę napisaną w 1670. Związek ten jednak był nie na rękę kardynałowi i królowej regentce Annie Austriaczce. Chcieli oni zaręczyć i ożenić Ludwika XIV z infantką hiszpańską Marią Teresą, która była siostrzenicą Anny Austriaczki. Odseparowali oni parę, skazali Marię na wygnanie i ostatecznie zaaranżowali wymarzone małżeństwo dla króla Francji.

## Ślub
W 1661 Maria poślubiła włoskiego księcia Lorenzo Onofrio Colonnę (1637–1689), księcia Paliano. Z tego związku urodziło się trzech synów:
1. Filippo (1663–1714), kolejnego księcia Paliano
2. Marcantonio (ur. 1664)
3. Carlo (ur. 1665)

Po urodzeniu trzeciego syna relacje między Marią i jej mężem pogorszyły się. 29 maja 1672, obawiając się, że mąż ją zabije, Maria opuściła Rzym razem z siostrą Hortensją. W 1677 spisała swoje wspomnienia. Nie wróciła do Włoch aż do śmierci męża w 1689. Zmarła w Pizie, gdzie też została pochowana.